# Studio system
Le Studio system était un moyen de production et de distribution de films très répandus à Hollywood depuis les années 1920 jusqu'au début des années 1950. Il repose sur : premièrement, la production de films (au sens de leur réalisation) dans ses propres locaux, employant du personnel créatif souvent sous contrat à long terme ; deuxièmement, le contrôle de la distribution par une intégration verticale comprenant la possession de réseaux de distribution et l'utilisation du block booking.
Une décision de 1948 de la cour suprême des États-Unis attaqua ce système en cherchant à séparer la production de la distribution, provoquant la fin du studio system. En 1954, le dernier lien opérationnel entre un grand studio et une chaîne de cinémas ayant été rompu, l'ère du studio system fut officiellement terminée. La période allant de l'introduction du son à la loi de la cour suprême et le début du déclin des studios est communément connue sous le nom de l'âge d'or hollywoodien.
Pendant cet âge d'or, huit compagnies appelées les « major studios » formaient le studio system hollywoodien. Parmi ces huit compagnies, cinq étaient des conglomérats entièrement intégrés, alliant la propriété d'un studio de production, le secteur de la distribution et une chaîne de cinémas ainsi que des contrats avec des acteurs et du personnel de réalisation cinématographique. Ces cinq compagnies étaient : la Fox, Loews Cineplex, la Paramount Pictures, la RKO, et la Warner Bros. Deux compagnies, la Universal Pictures et la Columbia Pictures, étaient organisées de manière similaire mais ne possédaient que de petits réseaux de cinémas. La huitième compagnie de l'âge d'or, United Artists, possédait quelques cinémas et avait accès à deux installations de production appartenant aux membres de son groupe partenaire de contrôle, mais fonctionnait surtout comme distributeur de fonds, prêtant de l'argent aux producteurs indépendants et distribuant leurs films.

## Le son et les cinq grands
Les années 1927 et 1928 sont considérées comme marquant le début de l'âge d'or hollywoodien tout comme celui de l'avancement du studio system dans le monde du cinéma américain. Le succès du film Le Chanteur de jazz sorti en 1927, le premier long métrage « parlant » malgré le fait que la majorité de ses scènes furent sonorisées après tournage, donna un grand coup de pouce à Warner Bros. Studio. 1928 fut l'année de la généralisation du son dans l'industrie du cinéma et pour Warner ce fut l'année de 2 succès supplémentaires : The Singing Fool et Le Chanteur de jazz avec des profits encore plus importants par la suite, d'une part, et d'autre part, le premier film « entièrement parlant », Lights of New York. Il y eut d'autres développements très significatifs aussi en dehors de l'écran. Warner Bros., aujourd'hui plus rentable, racheta la chaîne de cinéma Stanley en septembre 1928. Un mois plus tard, Warner contrôlait la société de production First National, plus importante que Warner à l'époque. Après l'acquisition de la First National, il y a une autre grande chaine de cinéma au 135-acre et backlot studio.
1928 vit aussi l'émergence de la cinquième société, constituant ainsi les conglomérats hollywoodiens qui allaient devenir les « cinq grands » de l'âge d'or. La RCA, alors dirigée par David Sarnoff, cherchait un moyen d'exploiter les brevets du cinéma sonore, telle la marque tout juste déposée de Photophone, détenue par la société mère, et General Electric. Alors que les principales sociétés de production s'apprêtaient toutes à signer des accords exclusifs sur leur technologie avec Western Electric Company, la RCA s'investit dans le milieu du cinéma. En janvier, General Electric manifesta un grand intérêt pour FBO, une société de distribution et de production appartenant à Joseph Patrick Kennedy. En octobre, après quelques transactions financières, RCA prit le contrôle à la fois de la FBO et de la chaîne de cinéma Keith-Albee-Orpheum. Fusionnant ainsi en une seule société, la Radio-Keith-Orpheum Corporation naissait sous la direction de Sarnoff.
RKO et Warner Bros. rejoignirent ainsi Fox, Paramount et Loew's/MGM, constituaient désormais le groupe des « cinq grands » qui allaient régir le tout Hollywood ainsi qu'une grande part du monde du cinéma pendant des décennies.

## Le règne des major compagnies
Le classement des cinq grands selon leurs profits, étroitement liés aux parts de marché, fut très en phase avec l'âge d'or. MGM figura en première place de ce classement pendant onze années consécutives, de 1931 à 1941. Paramount était la plus florissante au début de l'ère du parlant - de 1928 à 1930 -, s'effaçant petit à petit dans les années 1940 ; Fox fut numéro deux derrière la MGM dans cette même décennie.
En 1940, Paramount entama une ascension régulière, pour finalement dépasser la MGM deux ans plus tard. Dès lors - et jusqu'à sa réorganisation en 1949 - Paramount fut la plus profitable des cinq grands.
Pendant l'âge d'or, et excepté en 1932 où toutes les compagnies sauf la MGM perdaient de l'argent et RKO perdit un peu moins, RKO et Warner furent en  avant-dernière des cinq « majors compagnies », voire dernière position quant au chiffre d'affaires. Du côté des plus petites de ces 8 studios, les Little Three, United Artists était régulièrement dernière, Columbia étant la plus forte dans les années 1930 et Universal pendant la plus grande partie des années 1940.

## La fin du système et la mort de RKO
L'une des techniques employées pour soutenir le Studio system était le block booking, un système vendant plusieurs films à un cinéma en tant qu'un seul. Un tel lot, 5 films était le pack standard pendant la majorité des années 1940, incluait généralement un seul film réellement attrayant, le reste étant un mélange de films de qualité douteuse et de films de série B. Le 4 mai 1948, dans l'affaire Paramount contre les États-Unis dressée contre le groupe entier des cinq grands, la Cour suprême des États-Unis rendit le block booking illégal. Estimant que le groupe était en effet en violation par rapport à la législation de la loi antitrust, les juges se sont abstenus de prendre une décision finale quant à la façon de procéder à la réparation de la faute. Mais l'affaire a été renvoyée devant le tribunal de première instance qui suggéra la séparation complète des opérations et des intérêts du producteur et du distributeur. Les cinq grands, cependant, semblaient unis dans leur détermination à combattre et faire traîner les procédures judiciaires pendant des années comme ils l'avaient déjà prouvé auparavant, après tout, la poursuite de Paramount avait été déposée le 20 juillet 1938.

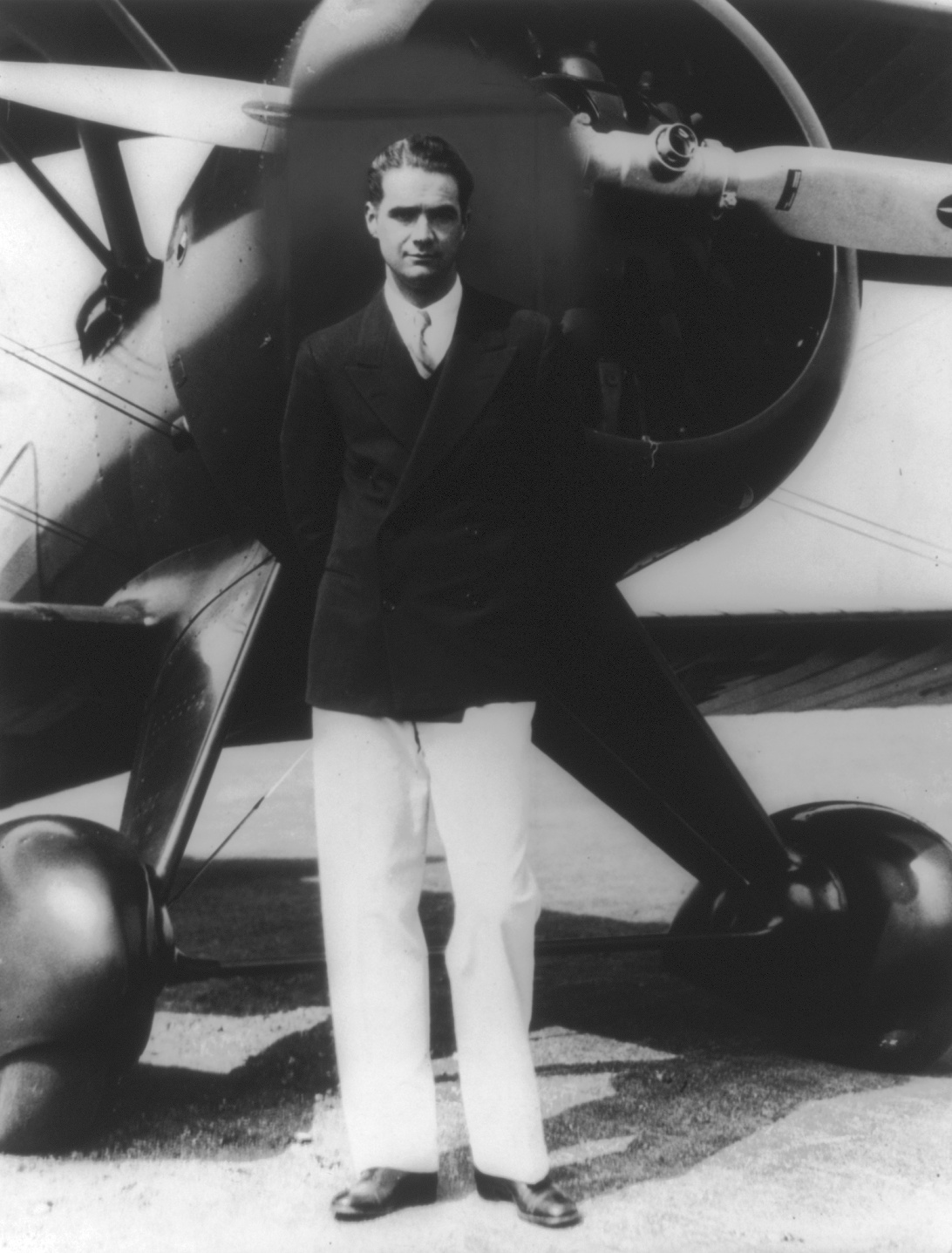
Howard Hughes (1905-1976), aviateur, recordman de distance en 1938.

Toutefois, dans les coulisses du RKO, tout au long de la procédure, la cour tentait de trouver un accord en faveur du studio. Le même mois après la décision de justice, le multimillionnaire Howard Hughes acquit le contrôle des intérêts de la société. Comme RKO contrôlait très peu de salles de cinéma du groupe, Hughes pris la décision d'entamer un processus de séparation avec effet domino pouvant ainsi aider son propre studio de sorte qu'il se retrouve au même niveau de concurrence. Hughes signala au gouvernement fédéral sa volonté d'ouvrir un procès obligeant l'arrêt de ses actions cinématographiques. Après l'accord, Hughes aurait pu séparer le studio en deux entités distinctes, RKO Pictures Corporation et RKO Theatres Corporation, et s'engager à vendre l'une ou l'autre à date prédéfinie. Mais ce projet s'avéra impossible. Pourtant, c'est bien l'accord entre Hughes et le gouvernement, accord signé le 8 novembre 1948, qui enterra véritablement l'âge d'or Hollywoodien. Paramount capitula peu après, entrant dans le consentement du même décret en février 1949. Ce studio, qui lutta pourtant si longtemps contre la séparation des studios, fut le premier à céder le 31 décembre 1949. L'âge d'or prit fin.

## LeStudio systemen Europe et en Asie
Bien que le Studio system soit habituellement considéré comme étant un phénomène américain, des sociétés de production d'autres pays ont à certaines époques fonctionné à la manière des « cinq grands » en réalisant une intégration verticale de leurs activités. Comme James Chapman, historien, le décrit : 

« En Grande-Bretagne, seulement deux sociétés, la Rank Organisation et la Associated British Picture Corporation, ont réussi pleinement leur intégration verticale du système. Les autres pays où différents niveaux d'intégration verticale sont apparus sont l'Allemagne dans les années 1920 chez les sociétés Universum Film Aktiengesellschaft, ou UFA, la France dans les années 1930 chez Gaumont-Franco-Film-Aubert et Pathé-Natan, et le Japon chez Nikkatsu, Shochiku et Toho. À Hong Kong la Shaw Brothers a aussi adopté ce système au cours des années 1950 et 1960. Par contre l'Inde, qui est sans doute la seule véritable rivale à l'industrie américaine du cinéma par sa domination du marché indien et du marché asiatique, n'a jamais atteint aucun degré d'intégration verticale. »

Par exemple, en 1929, près de 75 % des cinémas japonais étaient affiliés soit à la Nikkatsu soit à la Shochiku, les deux plus gros studios de l'époque.

## Après le système
En 2007, cinq des grands studios de l'âge d'or existent encore comme principaux studios d'Hollywood : Columbia (détenu par Sony), 20th Century Fox (détenu par News Corporation), Warner Bros. (détenu par Time Warner), Paramount (détenu par Viacom), et Universal (détenu par General Electric/NBC Universal). se rajoute le studio The Walt Disney Company, du groupe Walt Disney Motion Pictures Group, qui est devenu un "major", désormais composant les "six grands". À l'exception de Disney, tous les "major studios" suivent le modèle de United Artists et non celui des "cinq grands". C'est-à-dire qu'ils sont d'abord des sociétés de distribution avant d'être des sociétés de production.
En plus de Columbia, Sony a aussi un contrôle sur MGM et sa filiale UA. En 1996, Time Warner acquit New Line Cinema qui était indépendante, dans le cadre de la construction du Turner Broadcasting System (TBS).